# Falck Air
Falck Air var et dansk flyselskab stiftet i 1947 under navnet Falcks Flyvetjeneste.
Som et modtræk til konkurrenten Zone-Redningskorpsets oprettelse af en ambulanceflyvetjeneste i 1939, oprettede Falck i 1947 deres eget selskab der skulle flyve ambulanceflyvninger. Falck købte et de Havilland Dragon Rapide fly samt et danskbygget SAI KZ VII Lærke fly.
Udover ambulanceflyvninger begyndte selskabet også at flyve indenrigsflyvninger til Odense Lufthavn og Flyvestation Skrydstrup fra København. 21. februar 1969 sælges Flyvetjenesten til Mærsk Mc-Kinney Møller. Dette blev starten på Maersk Air.
Selvom Flyvevåbnet havde overtaget den deciderede ambulanceflyvning i Danmark med deres Sikorsky S-61-helikoptere, ville Falck igen flyve ambulanceflyvninger. I 1974 etablerede de igen deres flyselskab som fik navnet Falck Air. Det fløj i 24 år indtil de i 1998 solgte fly og aktiviteter til North Flying.